# Fendels
Fendels este un oraș în Austria.